# Myrsine helleri
Myrsine helleri là một loài thực vật có hoa trong họ Anh thảo. Loài này được (O. Deg. & I. Deg.) H. St. John mô tả khoa học đầu tiên năm 1978.